# Авентин Сильвий
Авенти́н Сильвий (лат. Aventinus Silvius) — мифический царь Альба-Лонги, обожествлённый после своей смерти. По одной из версий, эпоним Авентинского холма в Риме.

## Биография
Согласно преданию, город Альба-Лонга был основан Асканием как колония Лавиния. Он был столицей Латинского союза и важным религиозным центром. Альбой-Лонгой правили цари из рода Сильвиев, потомки брата или сына Аскания, предки по женской линии близнецов Ромула и Рема — основателей Рима. Античные тексты содержат перечень этих царей, но в современной историографии считается общепризнанным мнение, что этот список был создан искусственно для заполнения трёхсотлетней лакуны между падением Трои и основанием Рима.
Согласно этому перечню, Авентин Сильвий был сыном царя Ромула Сильвия — тирана, бросившего вызов богам и покаранного Юпитером. После гибели Ромула ему должен был наследовать младший брат по имени Акрота, который уступил власть племяннику — Авентину. Хроника Иеронима упоминает младшего брата Авентина — Юлия, прадеда римского патриция Прокула Юлия.
Cыном и преемником Авентина Сильвия был Прока Сильвий. В пятидневном возрасте, согласно Овидию, этот царевич подвергся нападению стриксов — злых духов в облике птиц. Исследователи отмечают бездеятельность в этой истории родителей, которые оказываются неспособными выявить проблему, оказать помощь и просто взаимодействовать со своим ребёнком. Всё, что могут делать Авентин и его жена, — это плакать возле колыбели, а спасают дитя кормилица и нимфа Крана.
Согласно Дионисию Галикарнасскому, Авентин Сильвий правил в течение 37 лет. Антиковед Р. Ларош считает это число искусственным. Исходя из срока правления его приемника — 23 года, их общее время правления длилось 60 лет, что составляет ровно два поколения по тридцать лет. К тому же исследователь отмечает, что срок правления Авентина Сильвия идентичен сроку правления первого римского царя Ромула.
Аврелий Августин изложил две версии легенды о кончине царя. Согласно первой, Авентин Сильвий погиб в бою и был похоронен на Авентинском холме. Согласно второй, он просто исчез. Августин сообщает, что царь был обожествлён после смерти. Российский исследователь А. Коптев считает, что эта легенда похожа на рассказы об исчезновении и последующем обожествлении других царей Лация — Энея и Ромула.
Во времена принципата статуя Авентина Сильвия была установлена на Форуме Августа вместе со статуями остальных царей Альба-Лонги.

## Этимология имени
Антиковед К. Трибер отмечает, что Авентин Сильвий встречается во всех известных ему списках альбанских царей, но в некоторых из них написание имени немного отличается. Так, Диодор Сицилийский, Евсевий Кесарийский, Георгий Синкелл и автор хроники «Chronographeion Syntomon» называют его Авентием, а средневековый источник «Excerpta Latina Barbari» — Абинтином.
Исследователи связывают имя царя с Авентинским холмом. Мавр Сервий Гонорат в комментариях к «Энеиде» приводит вариант легенды, в котором эпонимом холма оказывается не альбанский правитель, а более ранний Авентин — царь аборигинов.
Римский поэт Гней Невий, рассказывая о происхождении названия Авентинского холма, не упоминает царя Авентина. Это дало французскому историку А. Мерлину повод утверждать, что во времена Невия легенды об Авентине ещё не существовало. Однако археологические открытия XX века позволили судить, что эта легенда была известна во времена Квинта Фабия Пиктора. По мнению А. Грандаззи, миф об Авентине появился не позже IV или начала III веков до н. э. Исследователь связывает происхождение мифа с гробницей царя Авентина, которая находилась на северо-западном склоне одноимённого холма.